# جون جاكسون (لاعب كرة قدم أمريكية)
جون جاكسون (بالإنجليزية: John Jackson)‏ هو لاعب كرة قدم أمريكية أمريكي، ولد في 4 يناير 1965.